# تحلل نسيجي
التحلل النسيجي هو اضمحلال وانحلال الأنسجة العضوية أو الدم. يشار إليه أحياناً باسم تَفَكُّكُ النَّسيج. في الخلايا، قد يحدث التحلل النسيجي بسبب تدهور الحمض النووي اليوراسل.
الأصل: اللاتينية الجديدة، من اليونانية 'ιστος (histos) الأنسجة + λυσις (lusis) الذوبان من λυειν لتخفيف، تذوب.
يرتبط التحلل النسيجي بالاستحالة بالإضافة إلى التغيرات المورفولوجية الأخرى. يبدأ فقدان الأعضاء أو الدم بموت الخلايا، والذي يمكن أن يحدث بسبب عدد من العوامل. في الضفادع، يرتبط انحلال الأنسجة في الذيل المرتبط بالتحول أيضاً بخفض درجة الحموضة في الدم. عُثرَ على الزيادات في تحلل الأنسجة لتتوافق مع مرحلة الشرنقة من تحول الحشرات، حيث تتحطم أعضاء اليرقات قبل حدوث تكوين الأنسجة البالغة. يرتبط تحلل الأنسجة بزيادة في إنتاج أدينوسين ثلاثي الفوسفات (ATP) وانخفاض في التمثيل الغذائي.